# Dan DiDio

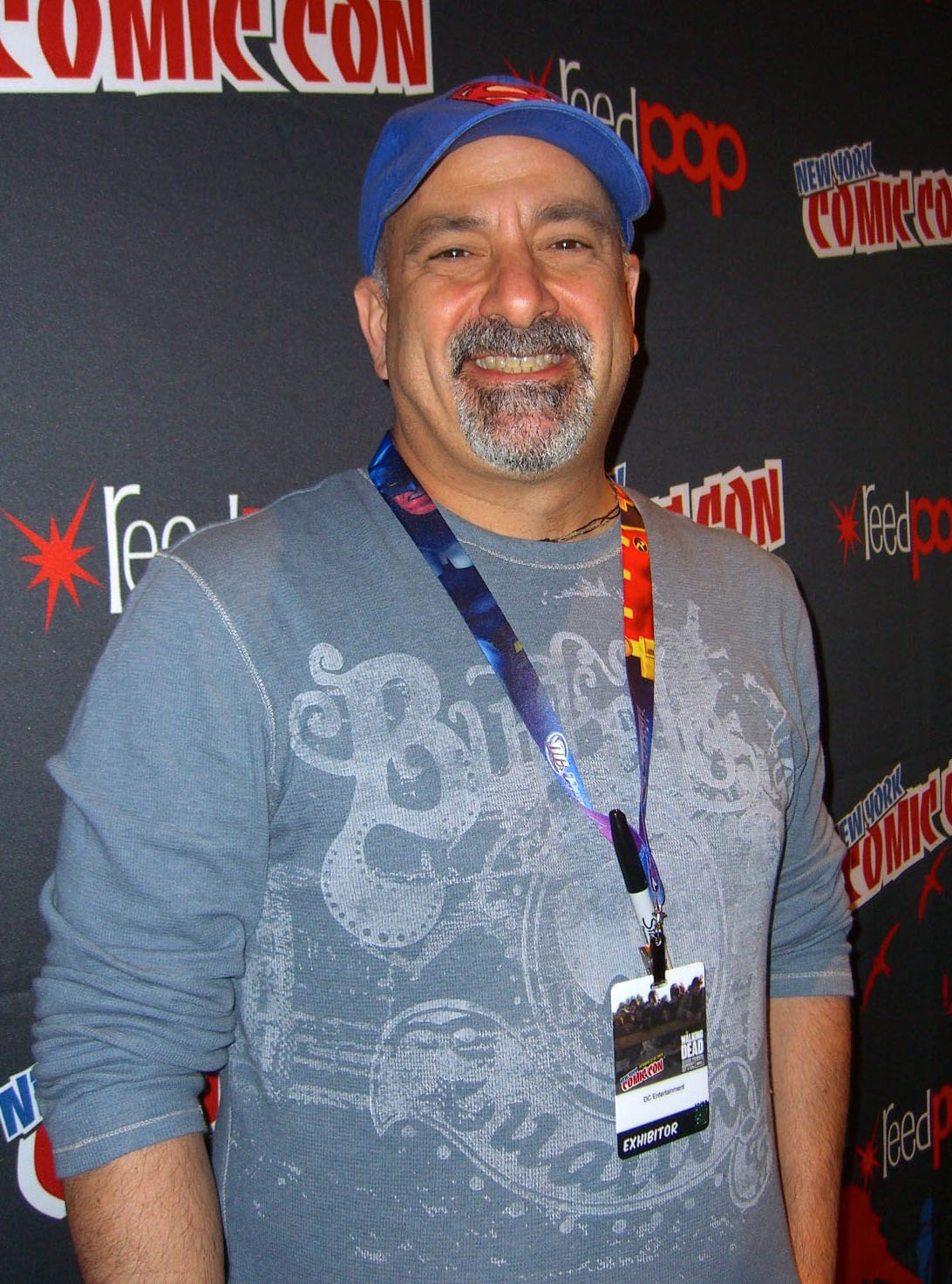
Dan DiDio (2012)

Dan DiDio (* 24. Oktober 1959 in New York City, New York) ist ein US-amerikanischer Comicautor und Verlagsredakteur.

## Leben und Arbeit
DiDio begann in den 1980er Jahren als Redakteur bei den US-amerikanischen Fernsehsendern CBS (1981) und ABC (1985), wo er unter anderem als Public Relations Manager mit der Betreuung der in New York City produzierten Werktagsvormittags-Seifenopern betraut war. Später wechselte er als Executive Director des Kinderprogramms von ABC in die ABC-Zweigstelle in Los Angeles.
Es folgten einige Jahre als freischaffender Autor und Redakteur für den Konzern Mainframge Entertainment, wo er an Projekten wie ReBoot und War Planets arbeitete und schließlich zum Vizepräsidenten der Abteilung für „Creative Affairs“ befördert wurde.
2002 begann DiDio, als Redakteur für den Comicverlag DC-Comics zu arbeiten, bei dem er ab 2005 als Vizepräsident mit Zuständigkeit als ausführender Redakteur für die Mainstream-Titel des Verlagsprogramms („Executive Editor DC Universe section“) fungierte. Als Redakteur ist DiDio einerseits aufgrund der kreativen Richtung, die er mit den von ihm beaufsichtigten Titeln einschlug, vom Branchenmagazin Wizard zum „Mann des Jahres 2003“ gewählt worden, andererseits hat er jedoch auch weitreichende Kritik von Seiten der Leser auf sich gezogen, die sich vor allem an der ihm zugeschriebenen Neigung entzündet, regelmäßig langlebige, und mehr oder weniger populäre, Figuren „sterben“ zu lassen.
Am 21. Februar 2020 trat DiDio nach zehn Jahren als Mitherausgeber von DC Comics zurück. Das Unternehmen gab weder einen Grund für den Wechsel an, noch gab es an, ob es sich um seine oder die Entscheidung des Unternehmens handelte. Der Vorgang steht in einer Reihe von Umstrukturierungen, die im Vormonat begannen und dabei Entlassungen mehrerer Spitzenkräfte aus dem Unternehmen zur Folge hatten.